# Grigórios Konstantás
Grigórios Konstantás (grec moderne : Γρηγόριος Κωνσταντάς), né le 27 décembre 1758 et mort le 6 août 1844, est un géographe et universitaire grec en même temps qu'une des figures de la renaissance culturelle grecque. Il a participé activement à divers débats sur l'éducation et à la guerre d'indépendance grecque.

## Biographie

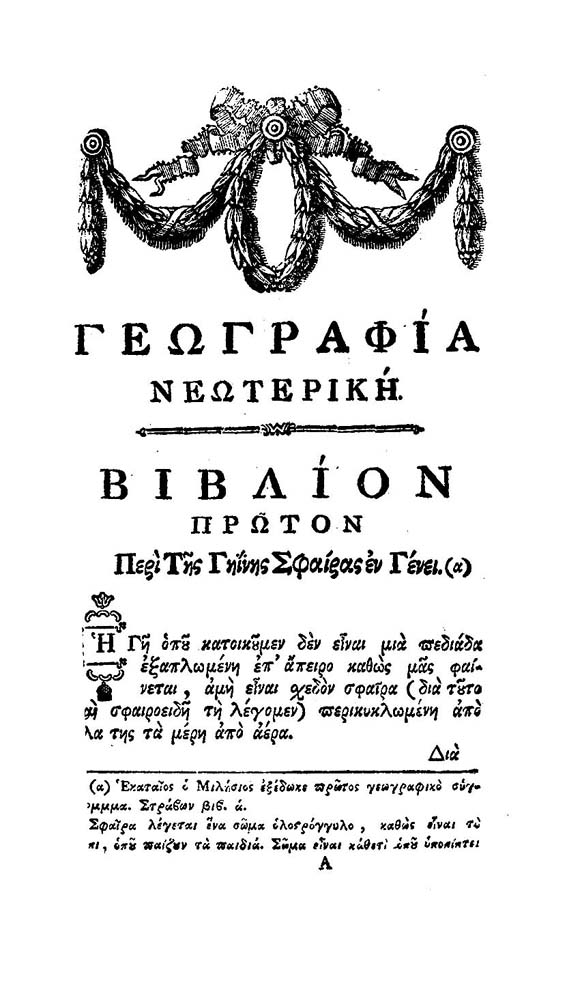
Chapitre 1 de la Geographia Neoteriki.

Konstantás est né dans le village de Miliés en Thessalie (péninsule du Pélion), alors territoire de l'Empire ottoman. À l'âge de 20 ans, il se rend au Mont Athos, à Chios et à Constantinople (Istanbul) où il reçoit un enseignement plus avancé dans des écoles ecclésiastiques. En 1780, il déménage à Bucarest et en 1784 commence à donner des cours à l'Académie princière locale. À partir de 1788, il se rend dans un certain nombre de villes européennes (Vienne, Halle, Padoue) afin de parfaire sa formation jusqu'en 1803 où il négocier avec Ánthimos Gazís la création d'un établissement d'enseignement de pointe dans sa ville natale qui pourrait contenir 4.000 volumes. Son initiative sera soutenue par Anthimos Gazis mais seulement partiellement réalisée entre 1814 et 1816 car les autorités ottomanes limitaient les fonctions éducatives.  Dans le même temps, il a rejeté une proposition pour enseigner à l'Université de Iasi : il devient en effet le chef de l'Académie Patriarcale de Constantinople.
Avant le début de la guerre d'indépendance grecque (1821-1830), Anthimos Gazis suggéra à Konstantás de rejoindre l'organisation patriotique Filikí Etería. Konstantás rejeta l'offre, cependant quand la guerre débuta, il se joignit aux forces révolutionnaires. Il fut délégué à l'Assemblée nationale d'Épidaure en 1822 puis élu à l'Assemblée nationale d'Astros l'année suivante. Il devint également un des délégués de l'Assemblée nationale d'Argos en 1829. Quand l'indépendance grecque fut gagnée, il enseigna à l'orphelinat d’Égine, une institution fondée par le gouverneur du nouvel État grec indépendant, Ioánnis Kapodístrias. Avec l'arrivée du prince Othon, il quitta l'orphelinat et retourna dans son village natal qui était toutefois toujours sous l'autorité des Ottomans. Il continua à enseigner jusqu'à sa mort en 1844.

## Œuvre
En 1791, Konstantás publie avec un autre clerc et érudit, Daniel Philippidis, Geographia Neoteriki (en grec : Γεωγραφία Νεωτερική), qui est considéré comme l'un des plus remarquables travaux de la renaissance culturelle grecque. Il reflète grandement les idées de son temps, empreint du climat révolutionnaire qui secoue l'Europe après la Révolution française qui a diffusé un fort mécontentement social fustigeant la corruption des autorités ecclésiastiques, l'oisiveté du monachisme et les superstitions populaires. Cette œuvre a été accueillie avec enthousiasme par les milieux intellectuels occidentaux, particulièrement en France, elle a cependant peu pénétré dans les milieux intellectuels grecs, les auteurs ayant en effet utilisé le grec démotique.
Konstantás a également édité une œuvre anonyme attribuée à Nicholas Mavrocordato, Φιλοθέου Πάρεργα (Le Parerga de Philotheos), imprimé à Venise en 1800. Il a également traduit de nombreux ouvrages parmi lesquels :
- Στοιχεία της Λογικής, Μεταφυσικής και Ηθικής (Istituzioni di logica, metafisica ed etica, de Francesco Soave), Venise, 1804
- Γενική Ιστορία (Éléments d'Histoire Générale, de Claude-François-Xavier Millot), Venise, 1806